# 2000년 하계 올림픽 개인 선수단
2000년 하계 올림픽 개인 선수단(Individual Olympic Athletes)은 2000년 9월 15일부터 10월 1일까지 오스트레일리아 시드니에서 열린 제27회 하계 올림픽에 참가했다. 당시 유엔의 지원을 통해 인도네시아로부터 독립한 주권 국가 수립 작업을 진행하고 있던 동티모르 출신 선수들로 구성되어 있다.
한편, 동티모르는 2002년 5월 20일에 공식적으로 인도네시아로부터 독립하였으며, 2004년 하계 올림픽부터는 정식으로 동티모르라는 이름으로 출전한다.

## 종목별 결과
| 종목 | 세부종목      | 이름               | 결과                                           |
| ---- | ------------- | ------------------ | ---------------------------------------------- |
| 육상 | 남자 마라톤   | 칼리스투 다 코스타 | 2:33:11 (71위)                                 |
| 육상 | 여자 마라톤   | 아기다 아마라우    | 3:10:55 (43위)                                 |
| 복싱 | 남자 라이트급 | 빅토르 하무스      | 1차전 레이먼드 나르 (GHA)에게 패배 (진출 실패) |

### 역도
남자
| 선수                 | 종목   | 인상 | 인상 | 인상 | 용상 | 용상 | 용상 | 총합  | 순위 |
| 선수                 | 종목   | 1    | 2    | 3    | 1    | 2    | 3    | 총합  | 순위 |
| -------------------- | ------ | ---- | ---- | ---- | ---- | ---- | ---- | ----- | ---- |
| 마르치뉴 지 아라우주 | 56kg급 | 65.0 | 65.0 | 67.5 | 85.0 | 90.0 | 95.0 | 157.5 | 20   |